# Viscum multinerve
Viscum multinerve là một loài thực vật có hoa trong họ Santalaceae. Loài này được (Hayata) Hayata miêu tả khoa học đầu tiên năm 1915.